# Songs of Anarchy: Music from Sons of Anarchy Seasons 1–4
Songs of Anarchy: Music from Sons of Anarchy Seasons 1–4 ist das erste Soundtrack-Album zur Fernsehserie Sons of Anarchy. Das Album erschien am 29. November 2011 über Columbia Records und vereinigt Lieder aus den ersten vier Staffeln.

## Hintergrund
Das Album besteht fast ausschließlich aus Coverversionen bekannter Rocklieder. Zusätzlich befindet sich auch der Titelsong This Life auf dem Album. Der Titelsong wurde von Curtis Stigers, Dave Kushner (Velvet Revolver), Bob Thiele Jr. sowie Kurt Sutter, dem Erfinder der Serie, geschrieben. Das Lied wurde für den Emmy nominiert und gewann einen Preis der American Society of Composers, Authors and Publishers (ASCAP).
Am Album beteiligten sich unter anderem Anvil, Franky Perez (von Scars on Broadway), Lions, Alison Mosshart (The Kills und Dead Weather). Mit Katey Sagal ist auch eine Schauspielerin aus der Serie am Soundtrack beteiligt.
Einige der Lieder wurden vorher auf drei EPs über iTunes veröffentlicht: Sons of Anarchy: North Country (2009), Sons of Anarchy: Shelter (2009) und Sons of Anarchy: The King is Gone (2010).
2012 erschien ein zweiter Teil des Soundtracks mit dem Titel Sons of Anarchy: Songs of Anarchy Vol. 2.

## Titelliste
| #  | Titel                                                     | Songwriter                                                | Künstler                                                   | Länge |
| -- | --------------------------------------------------------- | --------------------------------------------------------- | ---------------------------------------------------------- | ----- |
| 1  | This Life                                                 | Curtis Stigers, Dave Kushner, Bob Thiele Jr., Kurt Sutter | Curtis Stigers and the Forest Rangers                      | 2:20  |
| 2  | Son of a Preacher Man                                     | John Hurley, Ronnie Wilkins                               | Katey Sagal and the Forest Rangers                         | 3:12  |
| 3  | Forever Young                                             | Bob Dylan                                                 | Audra Mae and the Forest Rangers                           | 3:12  |
| 4  | John the Relevator                                        | traditional                                               | Curtis Stigers and the Forest Rangers                      | 5:35  |
| 5  | Fortunate Son                                             | John Fogerty                                              | Lyle Workman and the Forest Rangers                        | 3:29  |
| 6  | Slip Kid                                                  | Pete Townshend                                            | Anvil und Franky Perez                                     | 3:49  |
| 7  | Girl from the North Country                               | Bob Dylan                                                 | Lions                                                      | 4:11  |
| 8  | Someday Never Comes                                       | John Fogerty                                              | Billy Valentine and the Forest Rangers                     | 4:04  |
| 9  | Gimme Shelter                                             | Jagger/Richards                                           | Paul Brady and the Forest Rangers                          | 4:52  |
| 10 | Bird on the Wire                                          | Leonard Cohen                                             | Katey Sagal and the Forest Rangers                         | 5:02  |
| 11 | Hey Hey, My My (Into the Black)                           | Neil Young, Jeff Blackburn                                | Battleme                                                   | 2:49  |
| 12 | What a Wonderful World                                    | Bob Thiele, George David Weiss                            | Alison Mosshart and the Forest Rangers                     | 2:31  |
| 13 | Los Tiempos Van Cambiando (The Times They Are a-Changin’) | Bob Dylan                                                 | Franky Perez and Los Guardianes del Bosque                 | 4:58  |
| 14 | Strange Fruit                                             | Abel Meeropol                                             | Katey Sagal and the Forest Rangers (featuring Blake Mills) | 4:04  |
| 15 | The House of the Rising Sun                               | Traditional                                               | Battleme and the Forest Rangers (with Katey Sagal)         | 6:07  |
| 16 | The House of the Rising Sun                               | Traditional                                               | The White Buffalo (with the Forest Rangers)                | 5:21  |

## Line-up
Anvil
- Steve Kudlow – Gesang, Gitarre
- Glenn Gyorffy – Bass
- Robb Reiner – Schlagzeug

The Forest Rangers (auch Los Guardianes del Bosque)
- Bob Thiele Jr. – Gitarre, Akustikgitarre, Bass, Klavier, Orgel, Synthesizer, Keyboard
- Greg Leisz – Gitarre, Banjo, Hawaiigitarre, Mandoline
- John Philip Shenale – Orgel, Klavier, Harfe
- Lyle Workman – Gesang, Gitarre
- Dave Kushner – Gitarre, Bass
- Davey Faragher – Bass
- Brian Macleod – Schlagzeug

Lions
- Matt Drenik – Gesang, Gitarre, Klavier
- Austin Kalman – Gitarre
- Mike Sellman – Bass
- Jake Perlman – Schlagzeug

Weitere Musiker
- Katey Sagal – Gesang
- Curtis Stigers – Gesang
- Audra Mae – Gesang
- Franky Perez – Gesang
- Paul Brady – Gesang
- Alison Mosshart – Gesang
- Billy Valentine – Gesang
- Gia Ciambotti – Gesang
- Arielle Smolin – Hintergrundgesang
- Owen Thiele – Hintergrundgesang
- Jackson White – Hintergrundgesang
- Sarah White – Hintergrundgesang
- Kim Yarborough – Hintergrundgesang
- Bob Glaub – Bass
- Pete Thomas – Schlagzeug
- Zac Rae – Orgel

## Charts
Das Album erreichte Platz 130 der Billboard 200. In den Spezialcharts Top Rock Albums und Top Soundtracks erreichte es mit Platz 18 beziehungsweise Platz 12 Top-20-Platzierungen.